# Động đất Sumatra 2022
Động đất Sumatra 2022 (tiếng Indonesia: Gempa bumi Pasaman Barat 2022) là trận động đất xảy ra vào lúc 8:39 (WIB), ngày 25 tháng 2 năm 2022. Trận động đất có cường độ 6.2 richter, tâm chấn độ sâu khoảng 4 km. Trận động đất đã gây ra thiệt hại lớn. Hậu quả, động đất đã làm 27 người chết và 457 người bị thương.